# Ministerium für Wissenschaft und Technologie (Israel)
Das israelische Ministerium für Wissenschaft und Technologie (hebräisch מִשְׂרָד המַדָּע והטֶכְנוֹלוֹגְיָה Misrad haMadda we-haTeknologia) besteht unter diesem Namen seit 2015. Zuvor hieß es:
- 1988–1982: Ministerium für Wissenschaft und Entwicklung (hebräisch מִשְׂרָד המַדָּע והפִּתּוּחַ)
- 1988–1993, 1997–1999, 2003–2006, 2009–2013: Ministerium für Wissenschaft und Technologie (hebräisch מִשְׂרָד המַדָּע והטֶכְנוֹלוֹגְיָה)
- 1993–1996: Ministerium für Wissenschaft und der Künste (hebräisch מִשְׂרָד המַדָּע והאוֹמָּנוּיוֹת)
- 1996–1997, 1999: Ministerium für Wissenschaft (hebräisch מִשְׂרָד המַדָּע)
- 1999–2003, 2006–2009: Ministerium für Wissenschaft, Kultur und Sport (hebräisch השרד המדע, התרבות והספורט)
- 2013–2015: Ministerium für Wissenschaft, Technologie und Raumfahrt (hebräisch מִשְׂרָד המַדָּע והטֶכְנוֹלוֹגְיָה)

## Liste der Minister
| Minister              | Partei                | Regierung | Amtsdauer                         |
| --------------------- | --------------------- | --------- | --------------------------------- |
| Juval Ne’eman         | Likud                 | 19., 20.  | 26. Juli 1982 – 13.9.1984         |
| Gide'on Pat           | Likud                 | 21., 22.  | 13.9.1984 – 22. Dez. 1988         |
| Ezer Weizman          | HaMa’arach            | 23.       | 22. Dez. 1988 – 15. März 1990     |
| Juval Ne’eman         | Likud                 | 24.       | 11. Juni 1990 – 21. Jan. 1992     |
| Amnon Rubinstein      | Meretz-Jachad         | 25.       | 13. Juli 1992 – 31. Dez. 1992     |
| Schim’on Schitrit     | Awoda                 | 25.       | 13. Juli 1992 – 7. Juni 1993      |
| Schulamit Aloni       | Meretz-Jachad         | 26.       | 7. Juni 1993 – 18. Juni 1996      |
| Benny Begin           | Likud                 | 27.       | 18. Juni 1996 – 16. Jan. 1997     |
| Benjamin Netanjahu    | Likud                 | 27.       | 18. Juni 1996 – 9. Juli 1997      |
| Michael Eitan         | Likud                 | 27.       | 9. Juli 1997 – 13. Juli 1998      |
| Silvan Schalom        | Likud                 | 27.       | 13. Juli 1998 – 6. Juli 1999      |
| Ehud Barak            | Jisra'el Achat        | 28.       | 6. Juli 1999 – 5. Aug. 1999       |
| Matan Vilnai          | Jisra'el Achat, Awoda | 28., 29.  | 5. Aug. 1999 – 2. Nov. 2002       |
| Eli’ezer Sandberg     | Schinui               | 30.       | 28. Feb. 2003 – 19. Juli 2004     |
| Ilan Schalgi          | Schinui               | 30.       | 24. Juli 2004 – 29. Nov. 2004     |
| Viktor Brailovsky     | Schinui               | 30.       | 29. Nov. 2004 – 4. Dez. 2004      |
| Matan Vilnai          | Awoda                 | 30.       | 28. Aug. 2005 – 23. Nov. 2005     |
| Roni Bar-On           | Kadima                | 30.       | 18. Jan. 2006 – 4. Mai 2006       |
| Ofir Pines-Pas        | Awoda                 | 31.       | 4. Mai 2006 – 1. Nov. 2006        |
| Juli Tamir            | Awoda                 | 31.       | 5. Nov. 2006 – 21. März 2007      |
| Ghalib Mudschadala    | Awoda                 | 31.       | 21. März 2007 – 31. März 2009     |
| Daniel Herschkowitz   | Jisra’el Beitenu      | 32.       | 31. März 2009 – 18. März 2013     |
| Ja’akov Peri          | Jesch Atid            | 33.       | 18. März 2013 – 14. Mai 2015      |
| Danny Danon           | Likud                 | 34.       | 14. Mai 2015 – 27. Aug. 2015      |
| Ofir Akunis           | Likud                 | 34.       | 27. Aug. 2015 – 17. Mai 2020      |
| Yizhar Shai           | Chosen LeJisra’el     | 35.       | 17. Mai 2020 – 13. Juni 2021      |
| Orit Farkasch-Hacohen | Jesch Atid            | 36.       | 13. Juni 2021 – 29. Dezember 2022 |
| Ofir Akunis           | Likud                 | 37.       | 29. Dezember 2022 – März 2024     |
| Gila Gamliel          | Likud                 | 37.       | März 2024 – amtierend             |

## Liste der stellvertretenden Minister
| Minister       | Partei  | Regierung | Amtsdauer                     |
| -------------- | ------- | --------- | ----------------------------- |
| Geula Cohen    | Techija | 24.       | 25. Juni 1990 – 31. Okt. 1991 |
| Tzipi Hotovely | Likud   | 33.       | 29. Dez. 2014 – 14. Mai 2015  |